# Uzun Hasan
Uzun Hasan (azerbajdžansko اوزون حسن, Uzun Həsən, turško Uzun Hasan (Uzun pomeni Visoki), perzijsko اوزون حسن‎) je bil deveti šahanšah oguške turške dinastije Ak Kojunlu, znane tudi kot Turkmeni bele ovce, * 1423, † 6. januar 1478.
Uzun Hasan se na splošno šteje za najmočnejšega vladarja dinastije.  Vladal je od leta 1453 do 1478 na celotnem ozemlju ali delu ozemlja sedanjega Iraka, Turčije, Azerbajdžana, Irana, Zakavkazja in Sirije.

## Vladanje
Timurlenk je Uzun Hasanovega starega očeta Kara Osmana imenoval za guvernerja pokrajine Diyarbakır z mesti  Erzincan, Mardin, Ruha (ali Urfa) in Sivas. Perzija je bila kasneje razdeljena med dva timuridska vladarja: Džahan Šaha v Kara Kojunluju (Turkmeni črne ovce) in Uzun Hasana (Turkmeni bele ovce). Po dvajset letih spopadov je Uzun Hasan 30. oktobra  ali 11. novembra 1467  premagal Džahan Šaha v bitki v sandžaku Čapakčur  v sedanji vzhodni Turčiji. Po Džahan Šahovem porazu je timuridski vladar Abu Said Mirza na prošnjo  Džahan Šahovega sina za pomoč zasedel večino izgubljenih Džahan Šahovih ozemelj in začel vojno z Uzun Hasanom, četudi ga je slednji zaprosil za mir.  Uzun Hasan je nato iz zasede napadel Abu Saida in ga v bitki pri Karabagu ujel. Abu Saida je njegov rival Jadgar Mohamed Mirza usmrtil.
Leta 1463 je beneško Senat iskal zaveznika v svoji vojni proti Osmanskemu cesarstvu in kot prvega ambasadorja v Tabriz poslal Lazzara Querinija. Ambasadorju ni upelo prepričati Uzun Hasana naj napade Osmane. Ko se je Querini  vračal v Benetke, se mu je pridružil Hasanov ambasador Murat. Po njunem prihodu v Benetke leta 1471 se je Senat odločil v Perzijo poslati drugega ambasadorja. Ko sta dva kandidata ponudbo odklonila, je Senat izbral Caterina Zena, katerega žena je bila nečakinja Uzun Hasanove žene. Zenu je uspelo prepričati Uzun Hasana, naj napade Osmane. Hasan je bil sprva uspešen, na zahodu pa ni Osmanov istočasno napadla nobena evropska vojska.
Uzun Hasan se je z Osmani leta 1471 spopadel v bitki pri  Erzincanu in prodrl vse do Akşehirja in izropal in uničil Tokat, in leta 1473 v bitki pri Tercanu. Pozno poleti 1473 ga je v bitki pri Otlukbeliju porazil Mehmed II.
Leta 1473 je bil v Benetkah zaradi izkušenj na Krimu, v Moskvi in med Tatari za novega ambasadorja v Perziji izbran Giosafat Barbaro. Barbaro je bil  dobrih odnosih z Uzun Hasanom, vendar ga ni uspel prepričati, naj ponovno napade Osmansko cesarstvo. Kmalu zatem se je Uzun Hasanu uprl sin Ogurlu Mohamed in zasedel Širaz.
Naslednji beneški ambasador je bil Ambrogio Contarini.  Ko je prispel v Perzijo, je Uzun Hasan odločil, da se vrne s poročilom v Benetke, Giosafat Barbaro pa ostane v Perziji. Ko je Uzun Hasan leta 1478 umrl, je kot zadnji beneški ambasador Perzijo zapustil tudi Barbaro. Med spodadi Uzun Hasanovih sinov za prestol je najel armenskega vodnika in pobegnil.
Contarini, ambasador na Uzun Hasanovem dvoru od leta 1473 do 1476, je zapisal: 
Kralj je visok in zelo vitek mož s prijetnim obrazom. Zdi se, da je star okoli sedemdeset let. Njegove manire so bile zelo vljudne. Rad je seznanjen z vsem, kar se dogaja okoli njega. Ko je dvignil skodelico do ustnic, sem opazil, da se mu tresejo roke. Njegovo ime pomeni Visok.
Njegovo cesarstvo zelo veliko in v Karamaniji meji z Osmanskim cesarstvom. Slednji pripada sultanu, katerega ozemlje sega do Alepa. Uzun Hasan je dobil Seldžuško cesarstvo od Kauza, katerega je usmrtil. Uzun Hasanovi najpogostejši rezidenci sta Ekbatana in Tauris, včasih tudi Perzepolis ali Širaz, ki je oddaljen štiriindvajset dni potovanja in je zadnje mesto v cesarstvu. Meji na Zagataisa, ki je eden od sinov tatarskega sultana Buzeha in s katerim je običajno v vojni. Na drugi strani cesarstva je Medija, v kateri vlada Sivansa in Uzun Hasanu plačuje letni davek. Pravijo, da ima Uzun Hasan na drugem bregu Evfrata še nekaj provinc. Cela država vse do Isfahana je zelo suha. V njej je zelo malo dreves in vode, za žito in druge pridelke pa je dovolj plodna.
Njegov najstarejši sin se imenuje Ogurlu Mohamed. O njem se je med mojim bivanjem v Perziji na veliko govorilo, da se je uprl svojemu očetu. Uzun Hasan je imel še tri druge sinove. Najstarejši je bil Halil Mirza, star okoli trideset let. Vladal je v Širazu. Drugi je bil Jakub Beg, star okoli petnajst let. Ime tretjega sina sem pozabil. Z eno od žena je imel sina Masubeha ali Masud Bega, katerega je imel v ječi, ker se je dopisoval  z uporniškim bratom. Kasneje ga je usmrtil.  Po najboljših podatkih, ki sem jih dobil od različnih oseb, je imel Uzun Hasan okoli 50.000 konjenikov. Znaten del konjenikov ni bil  veliko vreden. Eden od udeležencev je povedal, da je z vojsko 40.000 moža napadel Turke, da bi na oblast v Karamaniji vrnil Pirameta, ki so ga neverniki izgnali.

## Družina
Uzun Hasan le imel štiri žene:
- Seldžuk Šah Begum, je bila hčerka Kur Mohameda
- Jan Begum je bila hčerka Daulat Šaha Buldukanija
- Tardžil Begum je bila hčerka Omerja Zarakija
- Leta 1458 se je poročil s Teodoro Megale Komneno, hčerko cesarja Ivana IV. Trebzonskega; Teodora je bolj znana kot Despina Hatun.[21]

Z njimi je sedem sinov:
- Mirza Halil Bega (s Seldžuk Šah Begum)
- Jakub Bega (s Seldžuk Šah Begum)
- Maksid Bega (z Despino Hatun)
- Ogurlu Mohamed Bega (s Seldžuk Šah Begum)
- Jusuf Bega (s Seldžuk Šah Begum)
- Masih Bega (z Despino Hatun)
- Zegnel Bega (s Tardžil Begum)

Despinina hčerka Alam Šah Begum, znana tudi kot Halima Begi Aga in Marta, je bila poročena s Hajdar Safavi Sultanom in bila mati safavidskega šaha Ismaila.